# Bouilland
 Bouilland  là một xã ở tỉnh Côte-d’Or trong vùng Bourgogne-Franche-Comté, phía đông nước Pháp. Khu vực này có độ cao từ 345-620 mét trên mực nước biển.
Dân số năm 2006 là 189 người.